# María Murgueytio
María Murgueytio Velasco (1927 – 3 tháng 2 năm 2016) là một chính trị gia người Ecuador. Cô là người phụ nữ đầu tiên ở Ecuador có văn phòng thị trưởng. Cô cũng được nhớ đến vì công việc của mình trong quyền của phụ nữ trong nhiệm kỳ là thị trưởng thành phố Riobamba.

## Tiểu sử
María Murgueytio là nữ tốt nghiệp đầu tiên từ trường Pedro Vicente Maldonado của Riobamba và cũng là người phụ nữ đầu tiên dạy lịch sử ở đó. Bà lãnh đạo phong trào nữ quyền của tỉnh Chimborazo vì quyền của phụ nữ trong thời kỳ độc tài quân sự ở Ecuador.
Murgueytio đã được bầu trong 1978 Ecuadorian provincial elections cho Hội đồng thành phố Riobamba và do đó được bổ nhiệm làm phó thị trưởng. Do sự từ chức của Edelberto Bonilla, người đã rời đi để có thể tham gia 1984 Ecuadorian legislative election, với tư cách là Mayor of Riobamba, Murgueytio đảm nhiệm vị trí thị trưởng vào năm 1983. Nhiệm kỳ của bà được đặc trưng bởi việc xây dựng và mở cửa của Yaruquíes  giáo xứ, kỷ niệm lịch sử và quốc tịch Ecuador thông qua lễ kỷ niệm của người dân bản địa, mở cơ sở hạ tầng mới, xây dựng hệ thống ống nước để kết nối các giáo xứ nông thôn với các công trình thoát nước và nước sạch, và đảm bảo các tiện ích cơ bản cho người dân Riobamba.

## Trích dẫn
1. 1 2 3 4  “Falleció primera alcaldesa de Riobamba y Ecuador”. La Prensa (bằng tiếng Tây Ban Nha). ngày 3 tháng 2 năm 2016. Bản gốc lưu trữ ngày 21 tháng 5 năm 2016. Truy cập ngày 21 tháng 5 năm 2016.
2. 1 2  “Murió la primera alcaldesa del país”. El Universo (bằng tiếng Tây Ban Nha). ngày 5 tháng 2 năm 2016. Bản gốc lưu trữ ngày 21 tháng 5 năm 2016. Truy cập ngày 21 tháng 5 năm 2016.
3. ↑  “En la sesión solemne del 11 de noviembre se condecorará a personajes destacados”. gadmriobamba.gob.ec (bằng tiếng Tây Ban Nha). Municipality of Riobamba. Bản gốc lưu trữ ngày 29 tháng 6 năm 2017. Truy cập ngày 29 tháng 6 năm 2017.
4. ↑  “El Congreso Nacional del Ecuador 1984/86”. flacsoandes.edu.ec (bằng tiếng Tây Ban Nha). FlascoAndes. Bản gốc lưu trữ ngày 15 tháng 3 năm 2016. Truy cập ngày 24 tháng 11 năm 2017.